# Initiative populaire
Ne doit pas être confondu avec Initiative citoyenne.

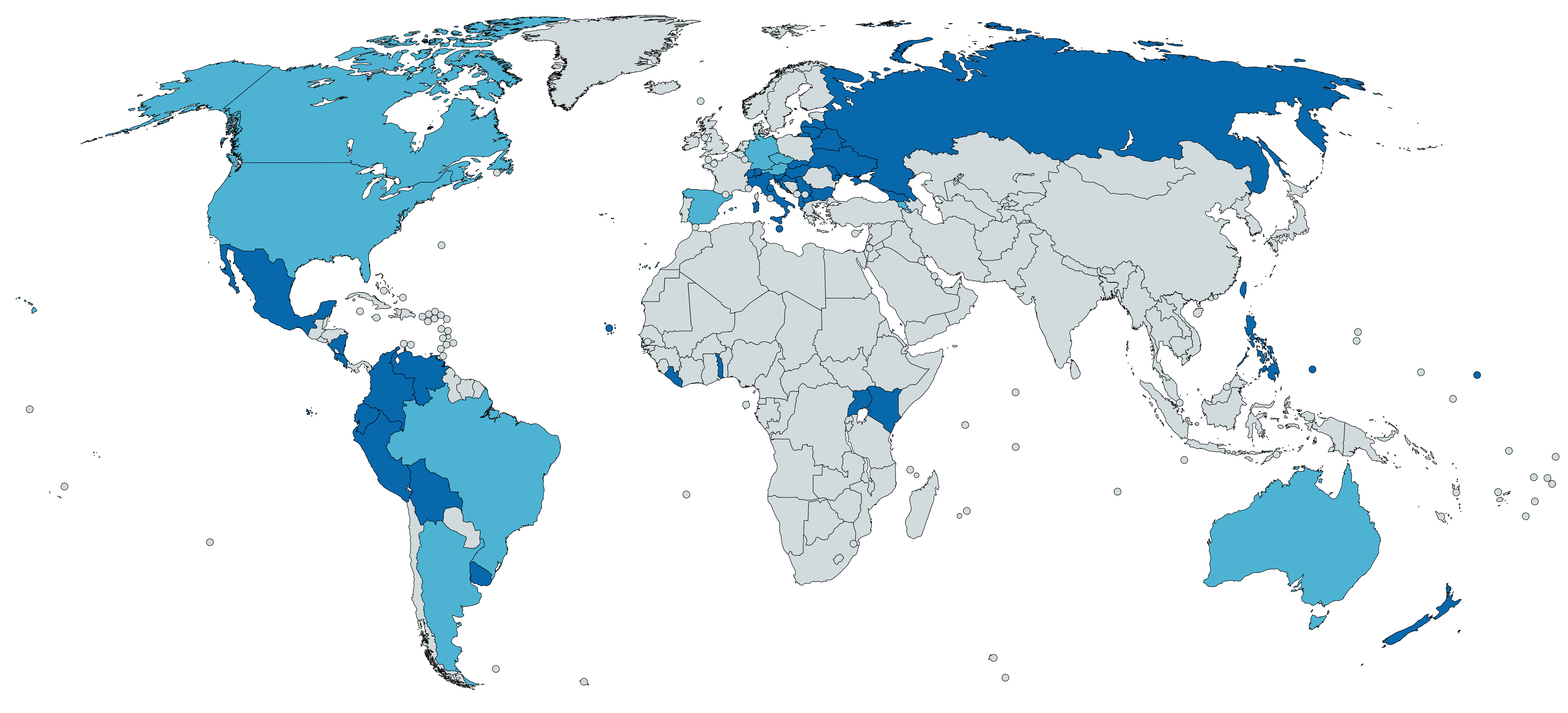
Pays permettant des référendums d'initiative populaire en 2019 (en bleu clair à l'échelle infranationale uniquement).

Une initiative populaire est un processus de démocratie participative ou de démocratie directe qui permet à un certain nombre de citoyens, par un nombre de signatures fixé à l'avance, de saisir une assemblée législative (dans le cadre de la démocratie participative) ou le peuple directement par référendum (dans le cadre de la démocratie directe) afin qu'il statue sur une proposition de loi. Elle ne doit pas être confondue avec la pétition, qui n'a aucun caractère obligatoire et constitue une simple demande faite à l'État.
Le référendum d’initiative populaire existe au niveau national dans 36 pays selon les universitaires Raul Magni-Berton et Clara Egger, dans une quarantaine de pays selon le site direct-democracy-navigator.org, de l'université de Wuppertal, en coopération avec Democracy International et l'Institut des initiatives et référendums en Europe; dans au moins 18 d'entre eux, le dispositif n'a jamais donné lieu à un référendum.
Dans certains pays, l'accord des autorités est indispensable, comme en Pologne,. Dans d'autres pays, la demande de référendum se fait sans nécessiter l'accord des autorités, qui peuvent tout au plus rendre inutile la tenue du scrutin en votant directement la proposition par voie parlementaire. Il s'agit entre autres de l'Albanie, l'Arménie, la Bolivie, la Bulgarie, la Colombie, le Costa Rica, la Croatie, l'Équateur, la Géorgie, la Hongrie, l'Italie, le Kenya, la Lettonie, le Liechtenstein, la Lituanie, la Macédoine, Malte, les Îles Marshall, le Mexique, la Micronésie, la Nouvelle-Zélande, les Palaos, le Pérou, les Philippines, Saint-Marin, la Serbie, la Slovaquie, la Slovénie, la Suisse, Taïwan, l'Uruguay ainsi que le Venezuela, de même que la plupart des États américains et des länder allemands (Bavière,,, Berlin,).

## Référendum d’initiative populaire

### Principe
Tous les référendums ne sont pas « d’initiative populaire ». Le référendum d’initiative populaire se caractérise par le fait qu'il faut recueillir un certain nombre de signatures d'électeurs. Le nombre est fixé à l’avance.
Les autres référendums sont généralement à l’initiative des institutions. Par exemple aux États-Unis, les législatures des États disposent généralement du pouvoir de soumettre un projet au référendum. En France, le président de la République peut, sur proposition du Gouvernement et en application de l’article 11 de la Constitution, soumettre à référendum un projet de loi. Les institutions disposent de l’avantage qu’elles n’ont pas à recueillir de signature pour procéder à un référendum.
Un référendum peut également être obligatoire. En Suisse, toute modification de la constitution, l'adhésion à des organisations de sécurité collective (ex : OTAN) ou à des communautés supranationales (ex : UE) passe par un référendum obligatoire.
Les trois types de référendums peuvent cohabiter.
Dans les pays où le référendum d'initiative populaire est fréquent, les référendums sont généralement regroupés lors d’un même scrutin, voire le même jour que les élections. Par exemple en Suisse, les référendums sont organisés quatre dimanches par an durant lesquels le citoyen peut être amené à voter à la fois sur des référendums fédéraux, cantonaux ou communaux et des élections locales ou fédérales.

### Norme concernée
Premièrement, le texte soumis au référendum d’initiative populaire peut être une proposition de loi. Dans ce cas il devra être conforme à la Constitution pour ne pas heurter le principe de la hiérarchie des normes.
Deuxièmement, le texte peut avoir pour objet de modifier la Constitution. Lorsque c'est possible, le nombre de signatures requises est alors, le plus souvent, plus élevé que pour proposer une loi.
Troisièmement, l’initiative peut prendre une forme « combinée » et prévoir dans son texte la modification à la fois de la Constitution et de lois en concordance. En ce cas, c'est le nombre de signatures requises pour la modification constitutionnelle qui s'applique.

#### Spécificité du référendum abrogatif
Lorsque l’initiative a pour objet simplement d’abroger une loi sans créer de texte, elle revêt un statut particulier. En langue française ce procédé est qualifié de référendum abrogatif.
Aux États-Unis, elle prend alors nom de veto referendum ou même referendum tout court, alors qu’une initiative qui prévoit une véritable création de texte sera appelée initiative. Dans certains États le nombre de signatures requises pour un veto referendum est moins élevé que pour une initiative.
Par exemple en Italie, il est le seul mode d’initiative populaire existant, le peuple ne pouvant pas proposer de texte rédigé.
En Suisse, les citoyens disposent du pouvoir de proposer un texte modifiant la Constitution par l'Initiative populaire fédérale. Son acceptation requiert la double majorité des votes du peuple et des cantons. En matière législative, seul le référendum abrogatif est possible au niveau fédéral (il s’appelle référendum facultatif), mais au niveau cantonal et communal le référendum est également possible pour une proposition ou une modification de loi.

#### Variation du nombre de signatures selon la norme concernée
Les modalités de mise en œuvre varient sensiblement d'un pays à l'autre. Ainsi, à Taïwan, les signatures de 0,01 puis 1,5 % de la population inscrite sur les listes électorales, collectées en l'espace de six mois, permettent de provoquer la mise à référendum d'une proposition de loi. Le résultat, s'il est positif, doit atteindre le quorum de 25 % des inscrits pour être légalement contraignant. À l'opposé, en Nouvelle-Zélande, les signatures de 10 % des inscrits sont nécessaires en l'espace d'un an, et le résultat n'est légalement pas contraignant.
En Suisse, 100 000 signatures récoltées dans un délai impératif de 18 mois sont nécessaires pour une initiative populaire fédérale et 50 000 dans un délai de 100 jours pour un référendum facultatif (pour 8,4 millions d'habitants environ dont 5 millions d'ayants droit).
En Italie, 500 000 signatures sont nécessaires pour un référendum abrogatif (pour 60 millions d'habitants environ dont 45 millions d'ayants droit).
Aux États-Unis, à titre d'exemple en Arkansas, le nombre de signatures pour proposer un veto referendum correspond à 6 % des électeurs ayant voté à la dernière élection du gouverneur, alors qu'il en faut 8 % pour une initiative législative et 10 % pour une initiative constitutionnelle. Par contre, dans d'autres États américains il est possible que le nombre de signatures requises soit le même pour deux de ces types d'initiatives, ou même pour les trois. La plupart des États se fondent sur la précédente élection gouvernatoriale pour fixer le pourcentage, sachant qu'aux États-Unis le taux de participation aux élections est relativement faible. Tout dépend en fait de la simultanéité de l'élection du gouverneur avec l'élection présidentielle, car c'est cette dernière qui suscite le plus d’engouement (en général, plus de 60 % de participation pour une présidentielle, contre moins de 50 % pour les autres scrutins).

### Limites
Dans la mesure où le référendum d’initiative populaire donne directement la parole au peuple, l’idée d’y imposer des limites est très controversée. Pourtant, tous les pays où ce référendum existe prévoient des limites, mais sous des formes très variées.

#### Nature des limites
Lorsqu’il s’agit d’une initiative populaire législative, elle doit évidemment respecter la Constitution. Si elle est inconstitutionnelle, le référendum ne peut avoir lieu, ou bien il pourra être annulé. C’est donc à l’ensemble des droits et libertés mentionnées dans la Constitution, et tels qu’interprétés par le pouvoir judiciaire, que ce type d’initiative est soumis.
En revanche, lorsque l’initiative modifie la Constitution, a priori aucune limite n'est possible. Pourtant il peut y en avoir de deux types :
- Des limites fixées préalablement par la Constitution elle-même : cela ne signifie pas que l’initiative doit respecter l’intégralité de la Constitution (sinon l'initiative serait impossible) ; la Constitution peut prévoir en fait dans un de ses articles une liste de règles spécifiques que l’initiative ne doit pas violer[22],[23] ;
- Aux États-Unis, il est impératif de comprendre que les initiatives populaires n’existent que dans le cadre des États et en aucun cas au niveau fédéral. Or dans la hiérarchie des normes américaines, l’intégralité du droit fédéral est supérieure à l’intégralité du droit des États. Une initiative populaire est donc nulle si elle est contraire à la Constitution fédérale ou à une loi fédérale, même si elle modifie la Constitution de l’État[24]. Les initiatives populaires américaines sont donc soumises à l’ensemble des droits et libertés du Bill of Rights tel qu’interprété par la Cour suprême des États-Unis[25]. La même limite s'applique en Suisse pour les initiatives cantonales, mais pas pour les initiatives fédérales.

##### Quorum et majorité qualifiée
Enfin, l'institution d'une majorité qualifiée ou d'un quorum pour valider un référendum est courante. Dans le cas d'une majorité qualifiée, le référendum n'est alors valide, et donc légalement contraignant, que si la part des suffrages exprimés en faveur de la proposition dépasse un seuil prédéterminé plus élevé que la simple majorité absolue, par exemple une majorité des deux tiers. Pour la plupart des quorum, la validité dépend du franchissement d'un taux de participation. Cette disposition entraîne l'annulation de la grande majorité des référendums d'initiative populaire tenus à travers le monde dans les pays où ils sont exigés. Pour les universitaires Raul Magni-Berton et Clara Egger, « on peut penser que cet obstacle décourage les électeurs à utiliser cet outil, si bien que presque la moitié des référendums tenus dans le monde l'ont été dans les trois pays qui n'ont pas de quorum prévu ». Les quorum de participation ont en effet pour conséquence l'apparition de stratégies de boycott chez les opposants d'un projet référendaires susceptible de remporter une faible majorité des votants. S'abstenir pour entraîner l'annulation du résultat faute d'une participation suffisante devenant une stratégie plus efficace que de se rendre aux urnes pour voter Non. Quelques pays exigent par conséquent des quorum plus faibles, mais concernant le pourcentage des inscrits en faveur de la proposition, et non celui de la participation totale.

#### Organes assurant le respect des limites

##### Limite juridictionnelle
Tout d’abord, le respect de la limite peut être assuré par une juridiction. C’est le cas aux États-Unis et en Italie.
Mais ce type de limite est évidemment controversé, car les juges ne sont pas élus : leur intervention dans un mécanisme de démocratie directe viole donc selon certains le principe de la souveraineté populaire. L’accusation de gouvernement des juges (judicial activism en anglais) est très possible de la part des citoyens dont l’initiative aura été annulée.

##### Limite parlementaire
La limite parlementaire est plus acceptable sur le plan politique : les parlementaires étant élus du peuple, ils disposent d’une légitimité leur permettant d’exercer une fonction aussi délicate.
Sur le plan juridique, donner le pouvoir d’interpréter une norme à une assemblée politique est peu orthodoxe. Mais la limite parlementaire ne consiste pas nécessairement en l’application d’une règle écrite.

##### En Suisse
En Suisse, seule l’Assemblée fédérale dispose du pouvoir d’invalider le texte d'une initiative populaire fédérale (le contrôle de constitutionnalité n’existe pas en Suisse en ce qui concerne les lois fédérales). Depuis l’instauration des initiatives populaires, seules quatre ont été invalidées par le Parlement. L’Assemblée n’est pas tenue de déclarer nulle l’intégralité du texte de l’initiative, elle peut en annuler seulement une partie. Le reste de l’initiative est alors soumis au vote. Elle peut également lui opposer un contre-projet, qui sera soumis au vote en même temps.

##### Initiative «indirecte»
Aux États-Unis, certains États appliquent le procédé de « l’initiative indirecte » (qui se cumule, en fait, avec les limites juridictionnelles). Une fois que l’initiative a recueilli les signatures, elle est soumise à la législature de l’État qui peut alors décider de l’adopter, auquel cas le référendum n’a pas lieu. Si la législature rejette le texte, soit il est soumis directement au vote du peuple, soit les personnes à l'origine de l'initiative devront collecter des signatures supplémentaires pour que l’initiative soit soumise au vote du peuple.

### Statut du texte après adoption
Une autre question délicate qu’implique le référendum d’initiative populaire est celle du statut du projet une fois adopté par le peuple. Cette question se pose dans deux cadres.

#### Dans le cadre des limites
Dans le cadre des limites, la question est de savoir si l’initiative pourra être déclarée nulle alors même qu’elle a déjà été adoptée par référendum. Là encore, il semble y avoir contradiction avec le principe même de souveraineté du peuple.
Pourtant aux États-Unis et en Italie, une juridiction peut parfaitement le faire. En Suisse, en revanche, le contrôle du Parlement ne peut être que préalable : une fois l’initiative adoptée, elle ne peut plus être annulée.

#### Dans le cadre du processus législatif
L’autre question porte sur la possibilité de modifier l’initiative après son adoption selon la procédure législative ordinaire. Évidemment, une nouvelle initiative populaire et un nouveau référendum peuvent tout à fait abroger ou modifier un précédent texte.
Mais le Parlement doit-il pouvoir le faire après que le peuple a adopté l'initiative par référendum ?
- Lorsque l’initiative a modifié la Constitution, la réponse est généralement non, car les entités qui prévoient le référendum d’initiative populaire (Suisse, États américains…) prévoient également que le référendum est obligatoire pour modifier la Constitution.
- Lorsque l’initiative a édicté une loi, sa modification devrait être possible puisque le Parlement a pour rôle de légiférer. Cependant, certains États américains ont voulu l'éviter en prévoyant dans leurs Constitutions que la législature ne pourra modifier le texte que par un vote à la majorité qualifiée ou après plusieurs années. La Californie est le seul État où la modification parlementaire est complètement interdite, sauf si le texte de l'initiative l'y autorise expressément[28].

## Autres types d’initiatives populaires

### Initiative populaire sans référendum
Un autre type d’initiative populaire consiste en la saisie du Parlement : celui-ci est simplement tenu de voter sur la mesure proposée. C'est le cas pour l'initiative populaire en Espagne, prévu par l’article 87 de la Constitution d’Espagne. Il a été récemment instauré par l’Union européenne avec l’Initiative citoyenne européenne.
Souvent ce type d'initiative est qualifié de simple droit de pétition (en particulier par les partisans du référendum d'initiative populaire).

### Référendum révocatoire contre un élu
Dans certains États américains et au Venezuela, il existe un procédé permettant de soumettre un élu à la révocation du peuple (appelé recall en anglais). Il s'agit ici d'un référendum révocatoire d'initiative populaire. Les électeurs votent pour ou contre la révocation. Si la révocation est rejetée, l’élu incriminé reste en fonction.
Aux États-Unis, chaque électeur vote en plus pour un candidat devant remplacer le titulaire du poste, dans l’hypothèse où la révocation serait adoptée (même les électeurs votant contre la révocation). Si elle est adoptée, le candidat qui a obtenu le plus de voix prend sa place. On peut citer à titre d'exemple le recall du gouverneur Gray Davis en Californie en 2003, qui a abouti à l’élection de Arnold Schwarzenegger comme gouverneur. En 2011, au moins 150 référendums révocatoires ont été tenus aux États-Unis. Au terme de ceux-ci, 75 élus ont été révoqués, et 9 élus ont démissionné sous la menace d'une révocation. Des référendums révocatoires ont été organisés dans 17 États, dans 73 juridictions différentes. Le Michigan a tenu le plus grand nombre de référendums (au moins 30). L'année a vu un record du nombre de référendums révocatoires concernant les parlementaires d'État (11 scrutins). Trois juridictions supplémentaires ont adopté le référendum révocatoire en 2011.
On peut citer le vote de révocation auquel a été soumis Hugo Chávez en 2004 au Venezuela, mais qui a finalement abouti à son maintien en fonction.
Parmi ces référendums révocatoires, 52 concernaient un conseil municipal, 30 concernaient un maire, 17 concernaient une commission scolaire, 11 concernaient des parlementaires d'État, 1 concernait un procureur (comté de York, Nebraska). La plus grande municipalité à organiser un référendum révocatoire (maire) a été le comté de Miami-Dade, Floride.

### Référendum abrogatif
L'utilisation du référendum abrogatif permet à la population de s'opposer à une loi adoptée par le gouvernement. La mise en œuvre de la procédure suffit parfois à faire reculer ce dernier. L'initiative populaire croate de 2019 visant à permettre à la population de se prononcer sur l'abrogation d'une réforme gouvernementale relevant à 67 ans l'âge de départ à la retraite manque ainsi de peu d'être mise au vote. Portée par les syndicats opposés à la réforme, elle parvient à recueillir en quinze jours les signatures d'un peu plus de 20 % de la population inscrite sur les listes électorales, entrainant sa mise à référendum. Devant le succès certain de l'abrogation, le gouvernement décide d'abroger lui-même la réforme par un vote du Parlement, rendant la mise à référendum inutile.

## Formes existantes dans le monde

### Ne nécessitant pas l'accord de l’exécutif ou du législatif
Fin 2018, quarante et un pays permettent l'un ou plusieurs de ces types de référendums d'origine populaire au niveau national sans nécessiter l'accord des autorités, dont dernièrement l'Arménie depuis 2015 :
- Albanie
- Arménie
- Biélorussie
- Bolivie
- Bulgarie
- Cap-Vert
- Colombie
- Costa Rica
- Croatie
- Équateur
- Géorgie
- Hongrie
- Italie
- Kenya
- Lettonie
- Liberia
- Liechtenstein
- Lituanie
- Macédoine du Nord
- Malte
- Îles Marshall
- Mexique
- États fédérés de Micronésie
- Moldavie
- Nicaragua
- Nouvelle-Zélande
- Ouganda
- Palaos
- Pérou
- Philippines
- Russie
- Saint-Marin
- Serbie
- Slovaquie
- Slovénie
- Suisse
- Taïwan
- Togo
- Ukraine
- Uruguay
- Venezuela

La plupart des Länder allemands, ainsi que 24 des États des États-Unis, en permettent également, sans qu'ils ne soient possibles au niveau fédéral.

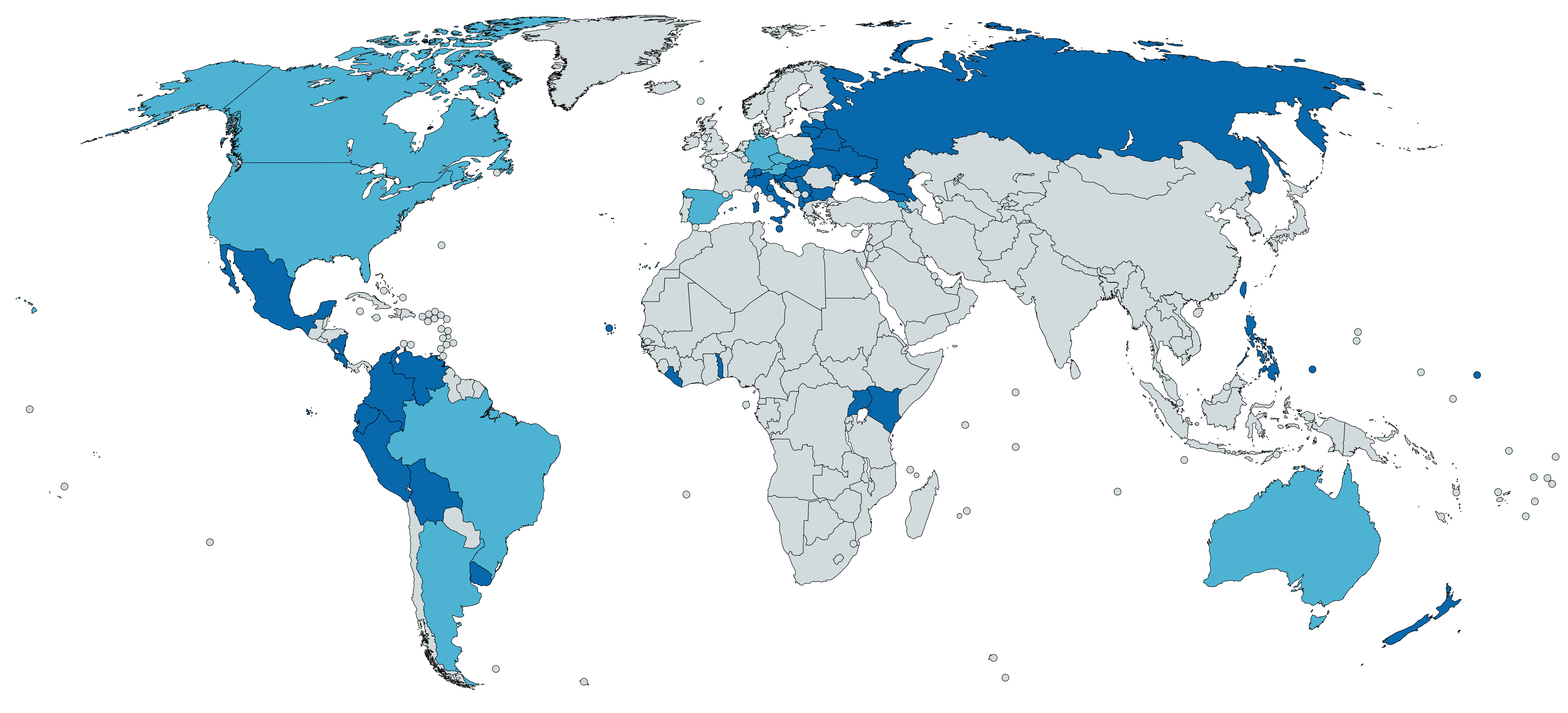
Référendums d'origine populaire :
Possibles à l'échelon national
Possibles à l'échelon infranational uniquement

| Pays              | Type            | Signatures nécessaires | Restrictions / Détails | Conditions de validité | Résultat (si valide) |
| ----------------- | --------------- | --- | --- | --- | -------------------- |
| Albanie           | Abrogatif       | 50 000 (≈1,5 % des inscrits en 2017)                                                                                              | Contrôle de constitutionnalité. Interdits à l'encontre de lois relatives à l’intégrité du territoire de la république d'Albanie, aux droits et libertés fondamentaux de la personne, au budget, aux impôts, aux obligations financières de l'État, aux déclarations de mise en place et de fin de l'état d'urgence, aux déclarations de guerre et de paix, ainsi qu'à celles d'amnistie. | Majorité absolue + un tiers des inscrits en faveur                                                                                             | Contraignant         |
| Bolivie           | Législatif      | 20 % des inscrits + 15 % dans chacun des neuf départements boliviens                                                              | Non autorisés sur des sujets relatifs à l’unité et l'intégrité du territoire de la Bolivie, aux droits de l'Homme, aux impôts, à la sécurité intérieure et extérieure du pays, à l'élaboration des lois, à l'organisation des institutions chargées de la protection de la société et de la défense nationale, à la nature de l'État ainsi qu'à celle de ses relations avec les entités décentralisées. | Majorité absolue | Contraignant         |
| Bolivie           | Conventionnel   | 5 % des inscrits | Porte sur la ratification d'un traité international. Celle ci est suspendue dans l'intervalle. | Majorité absolue | Contraignant         |
| Bolivie           | Constitutionnel | 20 % des inscrits | Une seule fois par mandat concomitant de l'assemblée et du président, dont la durée est de cinq ans. | Majorité absolue | Contraignant         |
| Bulgarie          | Législatif      | 400 000 en trois mois (≈5,7 % des inscrits en 2017)                                                                               | Non autorisés sur les sujets relatifs aux articles 84, 91, 103, 130, 132 et 147 de la constitution, aux impôts, taxes et contributions à la sécurité sociale, au budget de l'État, à l'organisation interne de l'assemblée nationale, à l'intégralité d'un code de loi ainsi qu'aux traités internationaux, s'ils ont déjà été ratifiés. | Majorité absolue + Participation supérieure à celle des dernières législatives                                                                 | Contraignant         |
| Colombie          | Abrogatif       | 10 % des inscrits en six mois | Non autorisés à l'encontre de lois relatives au budget de l'État, à la fiscalité, ainsi qu'à la ratification de traité internationaux. | Majorité absolue + 25 % de participation | Contraignant         |
| Costa Rica        | Législatif      | 5 % des inscrits en neuf mois | Une seule fois par an Interdit dans les six mois précédant et suivant une élection présidentielle Non autorisés sur les sujets relatifs au budget, à la fiscalité, aux questions monétaires, aux pensions et aux contrats publics et actes administratifs. | Majorité absolue + 30 % de participation | Contraignant         |
| Costa Rica        | Abrogatif       | 5 % des inscrits en neuf mois | Une seule fois par an Interdit dans les six mois précédant et suivant une élection présidentielle Non autorisés sur les sujets relatifs au budget, à la fiscalité, aux questions monétaires, aux pensions et aux contrats publics et actes administratifs. | Majorité absolue + 30 % de participation | Contraignant         |
| Costa Rica        | Constitutionnel | 5 % des inscrits en neuf mois | Une seule fois par an Interdit dans les six mois précédant et suivant une élection présidentielle Non autorisés sur les sujets relatifs au budget, à la fiscalité, aux questions monétaires, aux pensions et aux contrats publics et actes administratifs. | Majorité absolue des voix + 40 % de participation                                                                                              | Contraignant         |
| Croatie           | Législatif      | 10 % des inscrits en quinze jours                                                                                                 | Contrôle de constitutionnalité par la Cour constitutionnelle si le Parlement en fait la demande. | Majorité absolue | Contraignant         |
| Croatie           | Abrogatif       | 10 % des inscrits en quinze jours                                                                                                 | Contrôle de constitutionnalité par la Cour constitutionnelle si le Parlement en fait la demande. | Majorité absolue | Contraignant         |
| Croatie           | Constitutionnel | 10 % des inscrits en quinze jours                                                                                                 | Contrôle de constitutionnalité par la Cour constitutionnelle si le Parlement en fait la demande. | Majorité absolue | Contraignant         |
| Équateur          | Législatif      | 5 % des inscrits en six mois | Contrôle de constitutionnalité. Non autorisé sur les sujets relatifs à la fiscalité ainsi qu'à la structure politique et administrative de l'État. | Majorité absolue | Contraignant         |
| Équateur          | Abrogatif       | 5 % des inscrits en six mois | Contrôle de constitutionnalité. Non autorisé sur les sujets relatifs à la fiscalité ainsi qu'à la structure politique et administrative de l'État. | Majorité absolue | Contraignant         |
| Équateur          | Révocatoire     | 15 % des inscrits en six mois | À l'encontre du président. Ne peut être convoqué qu'une seule fois au cours de son mandat. Ne peut pas l'être au cours de la première ou de la dernière année du mandat. | Majorité absolue du total des votes valides, blancs et invalides                                                                               | Contraignant         |
| Équateur          | Constitutionnel | 8 % des inscrits en six mois | Contrôle de constitutionnalité. Ne peut avoir pour objet une modification de la nature de l'État ou de ses éléments décentralisés, porter atteinte aux droits garantis par la constitution , ou changer la procédure d'amendement de la constitution | Majorité absolue | Contraignant         |
| Équateur          | Constituant     | 12 % des inscrits en six mois | Convoque une assemblée constituante. La proposition doit inclure le mode de scrutin qui sera utilisé pour élire ou sélectionner les membres de la constituantes ainsi que le cadre général du processus électoral. La nouvelle constitution préparée par l'assemblée constituante devra à son tour faire l'objet d'un référendum. | Majorité absolue | Contraignant         |
| Hongrie           | Législatif      | 200 000 en quatre mois (≈2,5 % des inscrits en 2018)                                                                              | Autorisés uniquement dans les domaines relevant de l'assemblée nationale, desquels sont de surcroît exclus les projets portant sur une modification de la constitution, sur le budget de l'État, les impôts nationaux, les cotisations relatives à la retraite ou à l'assurance maladie, les taxes douanières et les règles générales relatives aux impôts locaux, les systèmes électoraux nationaux et locaux, les traités internationaux, la dissolution de l'Assemblée nationale ou des assemblées locales, la déclaration de l'état de guerre, de l'état de siège, ou de l'état d'urgence, ainsi que la proclamation et la prolongation de l'état de défense préventive, les opérations militaires et les lois d'amnistie.                                                            | Majorité absolue + 50 % de participation | Contraignant         |
| Hongrie           | Abrogatif       | 200 000 en quatre mois (≈2,5 % des inscrits en 2018)                                                                              | Autorisés uniquement dans les domaines relevant de l'assemblée nationale, desquels sont de surcroît exclus les projets portant sur une modification de la constitution, sur le budget de l'État, les impôts nationaux, les cotisations relatives à la retraite ou à l'assurance maladie, les taxes douanières et les règles générales relatives aux impôts locaux, les systèmes électoraux nationaux et locaux, les traités internationaux, la dissolution de l'Assemblée nationale ou des assemblées locales, la déclaration de l'état de guerre, de l'état de siège, ou de l'état d'urgence, ainsi que la proclamation et la prolongation de l'état de défense préventive, les opérations militaires et les lois d'amnistie.                                                            | Majorité absolue + 50 % de participation | Contraignant         |
| Italie            | Abrogatif       | 500 000 en 90 jours (≈1 % des inscrits en 2018)                                                                                   | La période de collecte de signatures s'étend du 1er janvier au 30 septembre de l'année en cours. Le projet est soumis à un contrôle de constitutionnalité. Non autorisés à l'encontre de lois relatives à la fiscalité, le budget, l'amnistie, les remises de peine et la ratification des traités internationaux. | Majorité absolue + 50 % de participation | Contraignant         |
| Kenya             | Constitutionnel | 1 000 000 (≈5,1 % des inscrits en 2017)                                                                                           | Nécessite le soutien d'au moins une des assemblées des 47 comtés du pays si la proposition ne porte pas sur la suprématie de la constitution sur toute autre loi, l'intégrité du territoire, la souveraineté populaire, les valeurs nationales et principes de gouvernances mentionnés dans l'article 10, le Bill of rights, le mandat du président, l'indépendance du pouvoir judiciaire, les pouvoirs du Parlement, la structure des entités décentralisées ainsi que la procédure même de révision constitutionnelle | Majorité absolue + 50 % de participation dans au moins la moitié des comtés                                                                    | Contraignant         |
| Lettonie          | Législatif      | 10 % des inscrits | Non autorisés sur les sujets relatifs au budget de l'État, aux impôts, taxes, emprunts et obligations, aux tarifs ferroviaire, à la conscription militaire, aux déclarations de guerre, aux traités de paix, à la déclaration de début et de fin de l'état d'urgence, à la mobilisation et la démobilisation, ainsi qu'aux traités internationaux. Le Parlement peut éventuellement décider d'adopter lui-même la proposition populaire, auquel cas le référendum n'a pas lieu. | Majorité absolue + Participation supérieure à celle des dernières législatives                                                                 | Contraignant         |
| Lettonie          | Constitutionnel | 10 % des inscrits | Non autorisés sur les sujets relatifs au budget de l'État, aux impôts, taxes, emprunts et obligations, aux tarifs ferroviaire, à la conscription militaire, aux déclarations de guerre, aux traités de paix, à la déclaration de début et de fin de l'état d'urgence, à la mobilisation et la démobilisation, ainsi qu'aux traités internationaux. Le Parlement peut éventuellement décider d'adopter lui-même la proposition populaire, auquel cas le référendum n'a pas lieu. | Majorité absolue + 50 % de participation | Contraignant         |
| Liechtenstein     | Législatif      | 1 000 en six semaines (≈5 % des inscrits en 2017)                                                                                 | Aucune. Le Parlement peut néanmoins décider de voter lui-même la proposition de loi, auquel cas le référendum n'a pas lieu. | Majorité absolue | Contraignant         |
| Liechtenstein     | Abrogatif       | 1 000 en trente jours | Est concerné tout changement législatif, dépense unique nouvelle de plus de 500 000 Francs Suisses ou dépense annuelle nouvelle de plus de 250 000 Francs Suisses. La mise en place du référendum suspend leur entrée application au minimum jusqu'à la promulgation des résultats. | Majorité absolue | Contraignant         |
| Liechtenstein     | Constitutionnel | 1 500 en six semaines (≈7,5 % des citoyens en 2017)                                                                               | Aucune. Le Parlement peut néanmoins décider de voter lui-même l'amendement au deux tiers du total de ses membres, auquel cas le référendum n'a pas lieu. Le délai est de trente jours si le référendum vise à empêcher une révision constitutionnelle initiée par le Parlement. Concerne également les traité internationaux et leurs ratification. | Majorité absolue | Contraignant         |
| Lituanie          | Législatif      | 300 000 en trois mois (≈12 % des inscrits en 2016)                                                                                | Autorisés uniquement dans les domaines relevant de l'assemblée, le Seimas. | Majorité absolue +1/3 des inscrits en faveur + 50 % de participation                                                                           | Contraignant         |
| Macédoine du Nord | Législatif      | 150 000 (≈8 % des inscrits en 2016)                                                                                               | Autorisés uniquement dans les domaines relevant de l'assemblée. | Majorité absolue + 50 % de participation | Contraignant         |
| Macédoine du Nord | Abrogatif       | 150 000 (≈8 % des inscrits en 2016)                                                                                               | Autorisés uniquement dans les domaines relevant de l'assemblée. | Majorité absolue + 50 % de participation | Contraignant         |
| Macédoine du Nord | Conventionnel   | 150 000 (≈8 % des inscrits en 2016)                                                                                               | Autorisés uniquement dans les domaines relevant de l'assemblée. | Majorité absolue + 50 % de participation | Contraignant         |
| Malte             | Abrogatif       | 10 % des inscrits | Contrôle de constitutionnalité. Interdits à l'encontre de tout ou partie de la constitution ainsi que les domaines liés aux traités de l'Union Européenne ou aux autres traités internationaux, à la loi électorale, la législation fiscale, ainsi que l'organisation des entités décentralisé. | Majorité absolue + 50 % de participation | Contraignant         |
| Îles Marshall     | Constituant     | 25 % des inscrits | Porte sur la convocation d'une Convention constitutionnelle chargée d'étudier la proposition populaire d'amendement de la constitution. | Majorité absolue | Contraignant         |
| Mexique           | Législatif      | 2 % des inscrits en deux ans | Autorisés uniquement dans les domaines relevant du congrès et jugée d'importance nationale, ce que la loi définit comme ayant un impact sur la majeure partie du territoire et la majeure partie de la population du pays. Sont de surcroît exclus les projets portant sur une restriction des droits de l'Homme inscrits dans la constitution, sur l'article 40 définissant le pays comme une république représentative, démocratique, fédérale, libre et souveraine ainsi que sur les sujets relatifs à la loi électorale, au budget de l'État, à l'organisation de la sécurité nationale et à celle de l'armée et de ses opérations. La Cour Suprême de Justice peut être amenée à statuer sur la constitutionnalité de la proposition de référendum si le congrès en fait la demande. | Majorité absolue + 40 % de participation | Contraignant         |
| Mexique           | Abrogatif       | 2 % des inscrits en deux ans | Autorisés uniquement dans les domaines relevant du congrès et jugée d'importance nationale, ce que la loi définit comme ayant un impact sur la majeure partie du territoire et la majeure partie de la population du pays. Sont de surcroît exclus les projets portant sur une restriction des droits de l'Homme inscrits dans la constitution, sur l'article 40 définissant le pays comme une république représentative, démocratique, fédérale, libre et souveraine ainsi que sur les sujets relatifs à la loi électorale, au budget de l'État, à l'organisation de la sécurité nationale et à celle de l'armée et de ses opérations. La Cour Suprême de Justice peut être amenée à statuer sur la constitutionnalité de la proposition de référendum si le congrès en fait la demande. | Majorité absolue + 40 % de participation | Contraignant         |
| Micronésie        | Constitutionnel | 10 % des inscrits dans au moins 3 des 4 États                                                                                     | Si plusieurs amendements contradictoires sont adoptés simultanément, celui ayant remporté le plus de suffrages prévaut. | Majorité qualifiée de 75 % dans au moins 3 des 4 États                                                                                         | Contraignant         |
| Moldavie          | Législatif      | 200 000 en deux à trois mois (≈6,8 % des inscrits en 2014)                                                                        | Contrôle de constitutionnalité, sur avis conforme de la Cour constitutionnelle, adopté par le vote d'au moins 4 juges. Non autorisés sur des projets entrainant une violation des droits de l'Homme et des libertés fondamentales. Les dispositions portant sur le caractère souverain, indépendant et unitaire de l'État, ainsi que celles portant sur la neutralité permanente de l'État nécessitent un nombre de voix en faveur supérieur à la majorité du total des citoyens inscrits sur les listes électorales. Un référendum ne peut être organisé sur un même sujet qu'une fois passé un délai de deux ans. | Majorité absolue + 33 % de participation | Contraignant         |
| Moldavie          | Constitutionnel | 200 000 en deux à trois mois, provenant d'au moins la moitié des 40 arrondissements, dont au moins 20 000 dans chacun d'entre eux | Contrôle de constitutionnalité, sur avis conforme de la Cour constitutionnelle, adopté par le vote d'au moins 4 juges. Non autorisés sur des projets entrainant une violation des droits de l'Homme et des libertés fondamentales. Les dispositions portant sur le caractère souverain, indépendant et unitaire de l'État, ainsi que celles portant sur la neutralité permanente de l'État nécessitent un nombre de voix en faveur supérieur à la majorité du total des citoyens inscrits sur les listes électorales. Un référendum ne peut être organisé sur un même sujet qu'une fois passé un délai de deux ans. | Majorité absolue + 33 % de participation | Contraignant         |
| Nicaragua         | Législatif      | 50 000 (≈1,5 % des inscrits en 2016)                                                                                              | Un contrôle de validité est effectué par le Conseil électoral suprême | Majorité absolue | Contraignant         |
| Nicaragua         | Constitutionnel | 50 000 (≈1,5 % des inscrits en 2016)                                                                                              | Un contrôle de validité est effectué par le Conseil électoral suprême | Majorité absolue | Contraignant         |
| Nouvelle-Zélande  | Législatif      | 10 % des inscrits en douze mois                                                                                                   | N/A | Majorité absolue | Non contraignant     |
| Ouganda           | Législatif      | 10 % des inscrits, dans au moins un tiers des districts                                                                           | Les référendums peuvent porter sur n'importe quel sujet, à l'exception explicite de projets allant à l'encontre des droits et libertés fondamentales de l'Homme | Majorité absolue | Contraignant         |
| Ouganda           | Abrogatif       | 10 % des inscrits, dans au moins un tiers des districts                                                                           | Les référendums peuvent porter sur n'importe quel sujet, à l'exception explicite de projets allant à l'encontre des droits et libertés fondamentales de l'Homme | Majorité absolue | Contraignant         |
| Ouganda           | Constitutionnel | 10 % des inscrits, dans au moins un tiers des districts                                                                           | Nécessite d'être approuvé par les deux tiers du total des membres du parlement si le projet concerne les articles portant sur la souveraineté du peuple, la primauté de la constitution, l'interdiction de déroger aux droits et libertés de l'Homme, le système politique, la procédure de révision de celui ci, l'interdiction du régime à parti unique, le fonctionnement du parlement, la durée du mandat présidentiel, l'indépendance du pouvoir judiciaire et la reconnaissance légale des chefs traditionnels. | Majorité absolue | Contraignant         |
| Palaos            | Législatif      | 10 % des inscrits | Autorisés uniquement dans les domaines relevant du Parlement fédéral. Doit être organisé en même temps que les élections générales, qui ont lieu tous les quatre ans. | Majorité absolue | Contraignant         |
| Palaos            | Abrogatif       | 10 % des inscrits | Autorisés uniquement dans les domaines relevant du Parlement fédéral. Doit être organisé en même temps que les élections générales, qui ont lieu tous les quatre ans. | Majorité absolue | Contraignant         |
| Palaos            | Constitutionnel | 25 % des inscrits | Doit être organisé en même temps que les élections générales, qui ont lieu tous les quatre ans. | Majorité absolue dans au moins douze des seize États des Palaos.                                                                               | Contraignant         |
| Pérou             | Législatif      | 10 % des inscrits | Sont exclus les projets portant sur une restriction des droits fondamentaux de l'individu, sur les domaines relatifs aux impôts et au budget, ainsi que sur les traités internationaux déjà en vigueur. En cas de résultat valide et favorable, le Parlement ne peut modifier la loi ou l'amendement qu'une fois passé un délai de deux ans, sauf via l'organisation d'un nouveau référendum, ou par un vote des deux tiers. En cas de résultat négatif ou invalide, une nouvelle initiative populaire ne peut être mise en œuvre sur le même sujet que passé un délai de deux ans. | Majorité absolue + 30 % des inscrits en faveur                                                                                                 | Contraignant         |
| Pérou             | Abrogatif       | 10 % des inscrits | Sont exclus les projets portant sur une restriction des droits fondamentaux de l'individu, sur les domaines relatifs aux impôts et au budget, ainsi que sur les traités internationaux déjà en vigueur. En cas de résultat valide et favorable, le Parlement ne peut modifier la loi ou l'amendement qu'une fois passé un délai de deux ans, sauf via l'organisation d'un nouveau référendum, ou par un vote des deux tiers. En cas de résultat négatif ou invalide, une nouvelle initiative populaire ne peut être mise en œuvre sur le même sujet que passé un délai de deux ans. | Majorité absolue + 30 % des inscrits en faveur                                                                                                 | Contraignant         |
| Pérou             | Constitutionnel | 10 % des inscrits | Sont exclus les projets portant sur une restriction des droits fondamentaux de l'individu, sur les domaines relatifs aux impôts et au budget, ainsi que sur les traités internationaux déjà en vigueur. En cas de résultat valide et favorable, le Parlement ne peut modifier la loi ou l'amendement qu'une fois passé un délai de deux ans, sauf via l'organisation d'un nouveau référendum, ou par un vote des deux tiers. En cas de résultat négatif ou invalide, une nouvelle initiative populaire ne peut être mise en œuvre sur le même sujet que passé un délai de deux ans. | Majorité absolue + 30 % des inscrits en faveur                                                                                                 | Contraignant         |
| Philippines       | Législatif      | 10 % des inscrits + 3 % dans chacune des circonscriptions législatives                                                            | Autorisés dans les domaines relevant du congrès | Majorité absolue | Contraignant         |
| Philippines       | Abrogatif       | 10 % des inscrits + 3 % dans chacune des circonscriptions législatives                                                            | Autorisés dans les domaines relevant du congrès | Majorité absolue | Contraignant         |
| Philippines       | Constitutionnel | 12 % des inscrits + 3 % dans chacune des circonscriptions législatives                                                            | Ne peut être initié par la population qu'une fois tous les cinq ans. | Majorité absolue | Contraignant         |
| Saint-Marin       | Législatif      | 1,5 % des inscrits en 45 jours | Autorisés dans les domaines relevant du Parlement, à l'exclusion des projets allant à l'encontre de dispositions de la constitution, ceux portant sur le budget de l'État, les impôts et la fiscalité, les amnisties, le droit de vote, le droit au travail, la liberté de mouvement et toute autre violation ou restriction des droits de l'Homme, ainsi que la ratification de traité internationaux | Majorité absolue | Contraignant         |
| Saint-Marin       | Abrogatif       | 1,5 % des inscrits en 90 jours | Autorisés dans les domaines relevant du Parlement, à l'exclusion des projets allant à l'encontre de dispositions de la constitution, ceux portant sur le budget de l'État, les impôts et la fiscalité, les amnisties, le droit de vote, le droit au travail, la liberté de mouvement et toute autre violation ou restriction des droits de l'Homme, ainsi que la ratification de traité internationaux | Majorité absolue | Contraignant         |
| Serbie            | Législatif      | 100 000 en sept jours (≈1,5 % des inscrits en 2016)                                                                               | Autorisés uniquement dans les domaines relevant des compétences de l'assemblée nationale, auxquelles sont de surcroît exclus les projets portant sur les traités internationaux, les libertés et droits de l'Homme, les droits des minorités, la législation fiscale, le budget de l'État, la déclaration de l'état d'urgence, les lois d’amnistie et la loi électorale de l'assemblée | Majorité absolue + 50 % de participation | Contraignant         |
| Serbie            | Abrogatif       | 100 000 en sept jours (≈1,5 % des inscrits en 2016)                                                                               | Autorisés uniquement dans les domaines relevant des compétences de l'assemblée nationale, auxquelles sont de surcroît exclus les projets portant sur les traités internationaux, les libertés et droits de l'Homme, les droits des minorités, la législation fiscale, le budget de l'État, la déclaration de l'état d'urgence, les lois d’amnistie et la loi électorale de l'assemblée | Majorité absolue + 50 % de participation | Contraignant         |
| Slovaquie         | Législatif      | 350 000 (≈8 % des inscrits en 2016)                                                                                               | Contrôle de constitutionnalité par la Cour constitutionnelle si le président en fait la demande. Non autorisés dans les domaines relevant des libertés et droits fondamentaux, des impôts ainsi que du budget de l'État. En cas de résultat valide et favorable, la loi ne peut être modifiée par le Parlement ou faire l'objet d'un nouveau référendum qu'une fois passé un délai de trois ans. | Majorité absolue + 50 % de participation | Contraignant         |
| Slovaquie         | Abrogatif       | 350 000 (≈8 % des inscrits en 2016)                                                                                               | Contrôle de constitutionnalité par la Cour constitutionnelle si le président en fait la demande. Non autorisés dans les domaines relevant des libertés et droits fondamentaux, des impôts ainsi que du budget de l'État. En cas de résultat valide et favorable, la loi ne peut être modifiée par le Parlement ou faire l'objet d'un nouveau référendum qu'une fois passé un délai de trois ans. | Majorité absolue + 50 % de participation | Contraignant         |
| Slovaquie         | Constitutionnel | 350 000 (≈8 % des inscrits en 2016)                                                                                               | Contrôle de constitutionnalité par la Cour constitutionnelle si le président en fait la demande. Non autorisés dans les domaines relevant des libertés et droits fondamentaux, des impôts ainsi que du budget de l'État. En cas de résultat valide et favorable, la loi ne peut être modifiée par le Parlement ou faire l'objet d'un nouveau référendum qu'une fois passé un délai de trois ans. | Majorité absolue + 50 % de participation | Contraignant         |
| Slovénie          | Abrogatif       | 2 500 puis 40 000 en un mois (≈2,3 % des inscrits en 2017)                                                                        | Non autorisés à l'encontre de lois relatives à l’intégrité du territoire de la république de Macédoine, aux droits et libertés fondamentaux de la personne, au budget, aux impôts, aux obligations financières de l'État, aux déclarations de mise en place et de fin de l'état d'urgence, aux déclarations de guerre et de paix, ainsi qu'à celles d'amnistie | Majorité absolue + 20 % des inscrits en faveur                                                                                                 | Contraignant         |
| Suisse            | Abrogatif       | 50 000 en cent jours (≈ 0,9 % des citoyens en 2018)                                                                               | S'applique à l'introduction et à la révision des lois. Le délai de cent jours court à partir de sa publication dans la Feuille fédérale. Peut également être déclenché par huit cantons sur les vingt-six du pays. | Majorité absolue | Contraignant         |
| Suisse            | Constitutionnel | 100 000 en dix-huit mois (≈ 1,8 % des citoyens en 2018)                                                                           | La proposition peut être rédigée de manière à être prête à être adoptée ou être conçue en termes généraux, auquel cas ses auteurs laissent au Parlement le soin de la rédiger. | Majorité absolue si en termes généraux Majorité des votants et des cantons si proposition rédigée                                              | Contraignant         |
| Taïwan            | Législatif      | 0,01 % puis 1,5 % des inscrits en six mois                                                                                        | Les référendums ne peuvent être organisés qu'une année sur deux. Ils doivent être validés par la Commission électorale centrale (CEC). Sont exclues les propositions portant modification de la constitution ainsi que du nom, de l'hymne national, du drapeau et des frontières du pays. Si la loi électorale abaisse exceptionnellement le droit de voter de 20 à 18 ans lors de ces référendum, ceux ci sont également explicitement interdits de porter sur un changement de l'âge légal du droit de vote. | Majorité absolue + 25 % des inscrits en faveur                                                                                                 | Contraignant         |
| Taïwan            | Abrogatif       | 0,01 % puis 1,5 % des inscrits en six mois                                                                                        | Les référendums ne peuvent être organisés qu'une année sur deux. Ils doivent être validés par la Commission électorale centrale (CEC). Sont exclues les propositions portant modification de la constitution ainsi que du nom, de l'hymne national, du drapeau et des frontières du pays. Si la loi électorale abaisse exceptionnellement le droit de voter de 20 à 18 ans lors de ces référendum, ceux ci sont également explicitement interdits de porter sur un changement de l'âge légal du droit de vote. | Majorité absolue + 25 % des inscrits en faveur                                                                                                 | Contraignant         |
| Togo              | Législatif      | 500 000 (≈15,8 % des inscrits en 2018) dans au moins 20 des 39 préfectures, avec maximum 50 000 chacune.                          | Soumis à un contrôle de constitutionnalité de la part de la Cour constitutionnelle. | Majorité absolue | Contraignant         |
| Togo              | Constitutionnel | 500 000 (≈15,8 % des inscrits en 2018) dans au moins 20 des 39 préfectures, avec maximum 50 000 chacune.                          | Soumis à un contrôle de constitutionnalité de la part de la Cour constitutionnelle. | Majorité absolue | Contraignant         |
| Ukraine           | Législatif      | 3 000 000 (≈ 10 % des citoyens en 2019) en trois mois dont 100 000 par oblast                                                     | Ne peut porter sur un projet de loi concernant les impôts, le budget ou une amnistie. | Majorité absolue + 50 % de participation | Contraignant         |
| Ukraine           | Abrogatif       | 3 000 000 (≈ 10 % des citoyens en 2019) en trois mois dont 100 000 par oblast                                                     | Ne peut porter sur un projet de loi concernant les impôts, le budget ou une amnistie. | Majorité absolue + 50 % de participation | Contraignant         |
| Ukraine           | Révocatoire     | 3 000 000 (≈ 10 % des citoyens en 2019) en trois mois dont 100 000 par oblast                                                     | Peut par exemple être à l'encontre du parlement, la Rada, ou du président. Dans ce dernier cas, cependant, un vote favorable des deux tiers du total des membres de la Rada est requis. | Majorité absolue + 66,66 % de participation | Contraignant         |
| Uruguay           | Abrogatif       | 5 % des inscrits en 180 jours, puis 25 %                                                                                          | Non autorisés à l'encontre de décisions concernant le budget de l'État, ainsi que des domaines relevant des prérogatives présidentielles. La procédure de collecte ne peut avoir lieu que dans un délai d'un an à partir de la date de publication de la loi. Si les pétitionnaires ne réunissent pas d'emblée les signatures de 25 % des inscrits, mais plus de 5 %, un préréférendum est organisé à bulletin secret dans les bureaux de vote des grandes villes du pays pour permettre de tenter d'atteindre le second seuil. | Majorité absolue, votes blancs compris. | Contraignant         |
| Uruguay           | Constitutionnel | 10 % des inscrits | Le Parlement peut éventuellement proposer un contre projet, qui sera soumis au vote en même temps que la proposition populaire. | Majorité absolue + 35 % des inscrits en faveur                                                                                                 | Contraignant         |
| Venezuela         | Législatif      | 10 % des inscrits | Référendums consultatifs. Peuvent également être organisés au niveau des municipalités et des États du Venezuela | Majorité absolue | Non contraignant     |
| Venezuela         | Abrogatif       | Loi : 10 % des inscrits, décret : 5 %                                                                                             | Non autorisé à l'encontre deslois relatives au budget, celles établissant ou modifiant les impôts, ou portant sur le crédit, l'amnistie, les droits de l'Homme ainsi que les traités internationaux. Ne peut être organisé qu'une seule fois sur le même sujet par mandat de cinq ans de l'assemblée. | Majorité absolue + 40 % de participation | Contraignant         |
| Venezuela         | Révocatoire     | 20 % des inscrits | À l'encontre du président ou de tout autre élu. Ne peut être convoqué qu'une seule fois au cours de son mandat, une fois passée la première moitié de celui ci. | Un nombre de suffrages pour la révocation plus élevé que celui recueilli par le président lors de la dernière élection + 25 % de participation | Contraignant         |
| Venezuela         | Conventionnel   | 15 % des inscrits | Porte sur la ratification d'un traité international. Celle ci est suspendue dans l'intervalle. | Majorité absolue | Contraignant         |
| Venezuela         | Constitutionnel | 15 % des inscrits | Le projet de révision constitutionnel peut être soumis en entier à référendum, ou faire l'objet de questions séparées si le président, un tiers du Parlement ou 5 % des électeurs en font la demande. Ne peut être organisé qu'une seule fois par mandat de cinq ans de l'assemblée. | Majorité absolue | Contraignant         |
| Venezuela         | Constituant     | 15 % des inscrits | Convoque une assemblée constituante. La nouvelle constitution préparée par l'assemblée constituante devra à son tour faire l'objet d'un référendum. | Majorité absolue | Contraignant         |

### Nécessitant l'accord de l’exécutif ou du législatif
| Pays    | Type       | Signatures nécessaires | Restrictions / Détails | Autorité donnant accord | Conditions de validité | Résultat (si valide) |
| ------- | ---------- | ---------------------- | --- | --- | ---------------------- | -------------------- |
| Pologne | Législatif | 100 000                | Projets de lois citoyens autorisés dans les domaines relevant du Parlement, excluant le budget de l'État et les modifications constitutionnelles. | Oblige le parcours législatif parlementaire ; un membre du comité de l'initiative populaire participe « aux travaux » dans les deux chambres du parlement,. | Voie parlementaire     | Non contraignant     |

## Détails par pays

### Données d'ensemble
Selon le décompte effectué par les universitaires Raul Magni-Berton et Clara Egger, 306 référendums d'initiative populaire ont été organisés entre 1995 et 2019 au niveau national dans les 36 pays où le dispositif est en vigueur,. Le dispositif est en vigueur[Quand ?] dans une quarantaine[évasif] de pays selon direct-democracy-navigator.org[Qui ?]. Dans 18 pays où il est en vigueur en 2019, le dispositif n'a jamais donné lieu à un référendum,. Les deux tiers des référendums viennent de pays où l'initiative populaire est possible au niveau constitutionnel, ce qui montre selon eux que « le [référendum d'initiative citoyenne] constitutionnel ouvre la porte à la législation directe ». En outre, « aucun des pays ayant connu plus qu'un référendum n'a un seuil de signatures qui dépasse les 500 000 électeurs ». Raul Magni-Berton relève également qu'aucun RIC n'a été organisé dans un pays exigeant un nombre de signatures excédant le seuil de 5 % du corps électoral.

### France
Il n'existe pas en France la possibilité d'effectuer des référendums d'initiative populaire. Plusieurs mouvements politiques soutiennent cependant sa mise en place, notamment dans le cadre de l'élection présidentielle 2022. Espoir-RIC, porté par Clara Egger, en fait son unique ligne de programme. Jean Lassalle, au sein du mouvement Résistons, a enregistré en octobre 2021 une proposition de loi constitutionnelle relative à l'instauration du référendum d'initiative citoyenne.

### Italie
En Italie, seuls les référendums de nature abrogative peuvent être déclenchés par les seuls électeurs. L'article 75 de la Constitution dispose qu'un tel scrutin peut se tenir à la demande de 500 000 électeurs ou cinq conseils régionaux au moins. Il ne peut porter que sur l'abrogation totale ou partielle d'une loi ou d'un acte ayant valeur de loi, sauf ceux concernant la fiscalité, le budget, l'amnistie, les remises de peine, et la ratification des traités internationaux.
La pétition est déposée à la chancellerie de la Cour suprême de cassation, qui en examine la validité, suivie de la Cour constitutionnelle qui s'assure de la conformité de l'objet du référendum avec la Constitution. En cas d'accord de la part de cette dernière, le scrutin est convoqué par le président de la République entre le 15 avril et le 15 juin.
L'abrogation est acquise si le « Oui » l'emporte avec la majorité absolue des suffrages exprimés, à la condition de franchir le quorum de participation de 50 % des inscrits sur les listes électorales.

### Liechtenstein
Le Liechtenstein est, avec la Suisse, le pays européen où les outils de démocratie directe sont les plus développés.
Dans le cadre de l'article 64 de la constitution, les citoyens peuvent proposer un projet de loi ou une révision de la constitution. Pour être valable, cette initiative populaire doit récolter dans un délai de six semaines 1 000 signatures de citoyens dans le cas d'un projet d'ordre législatif ou 1500 s'il est d'ordre constitutionnel. La population du Liechtenstein était en 2013 d'un peu moins de 37 000 personnes, soit des seuils de 2,7 et 4 % respectivement.
Une fois le nombre de signatures atteint, le Parlement se prononce sur l'initiative. S'il l'accepte, l'initiative entre en vigueur. S'il la refuse, elle est soumise à la votation et les citoyens se prononcent. Dans le cas d'un projet modifiant la constitution, un quorum des deux tiers des membres du Parlement est nécessaire pour que l'initiative soit validée sans faire l'objet d'un référendum.
Les communes peuvent également avoir recours à cet outil si au moins trois d'entre elles en font la demande par une délibération unanime de leur assemblée communale dans le cas d'un projet de loi, ou au moins quatre dans le cas d'un amendement constitutionnel.
Dans le cadre de l'article 66 de la constitution, les citoyens peuvent également se prononcer a posteriori sur les décisions adopté par le Parlement. Toute modification de la constitution, changement législatif, dépense unique nouvelle de plus de 500 000 francs suisses ou dépense annuelle nouvelle de plus de 250 000 francs suisses est concernée. Si 1 000 signatures sont récoltées en 30 jours (1500 pour les modifications de la Constitution ou les traités internationaux), un référendum facultatif d'origine populaire est organisé et la décision du peuple est liante.
Le Parlement peut décider de lui-même de soumettre une telle décision à un référendum qui est alors d'origine parlementaire, mais il n'y est jamais obligé par la loi. Contrairement au voisin Suisse, le Liechtenstein n'est donc pas sujet aux référendums obligatoires dans certains domaines prédéfinis, notamment constitutionnels.
De même que pour les initiatives, les communes peuvent avoir recours à un référendum facultatif si au moins trois d'entre elles en font la demande par une délibération unanime de leur assemblée communale dans le cas d'un projet de loi, ou au moins quatre dans le cas d'un amendement constitutionnel.
Il n’y a pas de système de quorum pour qu’un référendum soit valide. L'abstention n'a donc pas d'influence sur le scrutin, et ne peut pas être utilisée comme outil pour en invalider le résultat par ses opposants. Le Prince de Liechtenstein peut en revanche poser son veto sur un référendum en refusant de promulguer la loi.

### Macédoine du Nord
La possibilité de référendum populaire en Macédoine du Nord est prévue par la constitution de 1991. En accord avec l'article 73 de la constitution, l'Assemblée est en effet tenue de proclamer un référendum si la proposition a été soumise par un minimum de 150 000 électeurs. Ce chiffre représentait un peu plus de 8 % du total des inscrits sur les listes électorales macédoniennes en 2016. La décision approuvée par référendum porte un caractère impératif.
Le projet de loi ne sera cependant considéré comme approuvé de manière valide que si le Oui l'emporte à la majorité absolue (50 %+1) et que le quorum de participation de 50 % des inscrits est franchi.

### Nouvelle-Zélande
Une loi de 1993, dite Citizens Initiated Referenda Act 1993 permet à la population néo-zélandaise de mettre en œuvre des propositions d'origine populaire soumis à référendum, au caractère néanmoins non contraignant. Les signatures d'au moins 10 % de l'ensemble des électeurs inscrits sur les listes électorales doivent pour cela être réunies dans un délai d'un an. En 2017, un total de 3 298 009 électeurs étaient inscrits sur les listes, ce qui équivaut à un seuil de 329 801 signatures, soit environ 900 signatures par jour sur une année. En pratique, ce nombre est cependant plus élevé pour pallier le nombre variable de signatures invalides ou en double.
La loi néo-zélandaise impose aux pétitionnaires de soumettre leur projet au greffier de la Chambre des représentants et s'acquitter d'un versement de 500 dollars néo-zélandais. Ce dernier détermine lui-même la formulation de la question, qui peut varier sensiblement de celle proposée à l'origine, et établit le décompte des signatures pour en vérifier la validité. Dans un délai d'un mois suivant la présentation d'une pétition valide à la chambre, la date du référendum est établie. Celui-ci doit obligatoirement avoir lieu sous douze mois, à moins que la chambre ne décide de le différer par un vote à la majorité des 3/4 de ses membres. Aucun quorum de vote positif ou de participation n'est exigé. Le Parlement n'est cependant pas tenu de mettre en œuvre une proposition validée par les électeurs.

### Slovénie
Les référendums d'origine populaire à l'encontre d'une loi votée par le Parlement sont possibles en Slovénie via les articles 90-1, 97 et 99 de la constitution slovène qui organise le cadre légal de cette forme de démocratie directe. Ces types de référendum n'y sont cependant possible qu'a l'encontre d'une loi, empêchant sa mise en application, sans permettre au contraire de proposer une loi, le Parlement conservant cette prérogative.
La réunion d'un minimum de 2 500 signatures est requise pour lancer le processus contre un projet de loi approuvé par l'Assemblée nationale. Les organisateurs doivent alors récolter au moins 40 000 signatures dans un délai d'un mois à partir de leur demande - soit en 2017 environ 2,3 % du total des électeurs inscrits sur les listes électorales. S'ils y parviennent, le gouvernement slovène a alors l'obligation d’organiser le référendum, dont le résultat est légalement contraignant. Néanmoins, pour être valable, un résultat négatif doit cumuler deux conditions : le total de voix pour le « Non » doit obtenir la majorité absolue des suffrages exprimés et atteindre le quorum de 20 % du total des électeurs inscrits sur les listes électorales.

### Taïwan
La possibilité de référendums à Taïwan est prévue par la Constitution et la loi électorale. Peuvent ainsi être mis en œuvre au niveau national des référendums constitutionnels, nécessairement d'origine parlementaires, ainsi que des référendums sur des projets de loi, d'origine parlementaire ou populaire. Une réforme de 2017 a grandement facilitée l'organisation de ces derniers.
Un projet de référendum populaire nécessite désormais de réunir dans un premier temps les signatures de 0,01 % de la population inscrite sur les listes électorales (0,1 avant 2017). Une fois la procédure ainsi déclenchée, les pétitionnaires doivent ensuite réunir dans un délai de six mois les signatures de 1,5 % des inscrits (5 % avant 2017) puis faire valider le projet auprès de la Commission électorale centrale (CEC), dont les conditions d'autorisation ont été assouplies par rapport au précèdent Comité d'examen des référendums,. Si celle ci donne son accord, le référendum est mis au vote. Pour que le résultat soit légalement valide, le Oui au projet de loi doit encore réunir la majorité absolue des voix et atteindre le quorum de 25 % des inscrits (50 % avant 2017). Comme détaillé dans l'article 29 de la loi référendaire, il ne s'agit donc pas d'un quorum de participation, mais d'un quorum de vote positif par rapport au total des inscrits.
Sont cependant exclus de la voie populaire les référendums portant modification de la constitution ainsi que du nom, de l'hymne national, du drapeau et des frontières du pays. Si la loi électorale abaisse exceptionnellement le droit de voter de 20 à 18 ans lors de ces référendum, ceux ci sont également explicitement interdits de porter sur un changement de l'âge légal du droit de vote,.
Les seuils sont calculés à partir du nombre d'inscrits sur les listes électorales lors de la dernière élection présidentielle, soit 18 782 991 en 2016, ce qui correspond à des seuils de 1 878 (0,1 %) et 281 744 (1,5 %) inscrits. S'il est approuvé, le référendum doit être soumis au vote de la population dans les six mois. Si une élection nationale est prévue dans ce laps de temps, le référendum doit être organisé le même jour. Si la proposition est rejetée, elle ne peut être à nouveau soumise à une collecte de signature que passé un délai de deux ans.

### Uruguay
Les référendums d'origine populaire de type abrogatif ou constitutionnel sont possibles en Uruguay via les articles 79 et 331 de la Constitution. Pour un référendum abrogatif, les signatures d'au moins 25 % de l'ensemble des électeurs inscrits sur les listes électorales doivent être réunies. Le résultat du référendum est légalement contraignant, et ne nécessite pas pour être considéré valide de franchir un quorum de participation ou une majorité qualifiée, la majorité absolue suffit. Les référendums abrogatifs ne peuvent cependant être déclenchés a l'encontre de décisions concernant le budget de l'état, ainsi que des domaines relevant des prérogatives présidentielles,.
Pour les référendums constitutionnels, les signatures d'au moins 10 % des inscrits sont nécessaires. Le Parlement peut proposer des contre projets qui seront soumis au vote en même temps que la proposition populaire. Bien que légalement contraignant, le projet doit pour être considéré valide recueillir la majorité absolue ainsi qu'un nombre de votes en sa faveur au minimum égal à 35 % du total des inscrits, ce qui revient en pratique à un quorum de participation de 70 %.